# وانسوو (استان ماسوویان)
وانسوو (به لاتین: Wąsewo) یک روستا در لهستان است که در گمینا وانسوو واقع شده‌است. وانسوو ۷۸۰ نفر جمعیت دارد.